# یواس‌اس چاریتون ریور (ال‌اس‌ام(آر)-۴۰۷)
یواس‌اس چاریتون ریور (ال‌اس‌ام(آر)-۴۰۷) (به انگلیسی: USS Chariton River (LSM(R)-407)) یک کشتی است که طول آن ۲۰۳ فوت ۶ اینچ (۶۲٫۰۳ متر) می‌باشد. این کشتی در سال ۱۹۴۵ ساخته شد.